# Liga Campionilor 1994-1995
Liga Campionilor 1994-1995 a fost al 40-lea sezon al Ligii Campionilor UEFA.

## Calificare

### Grupa A
| Echipa 1      | Scor gen. | Echipa 2     | Tur | Retur |
| ------------- | --------- | ------------ | --- | ----- |
| Avenir Beggen | 1–9       | Galatasaray  | 1–5 | 0–4   |
| Sparta Prague | 1–2       | IFK Göteborg | 1–0 | 0–2   |

### Grupa B
| Echipa 1            | Scor gen. | Echipa 2       | Tur | Retur |
| ------------------- | --------- | -------------- | --- | ----- |
| Silkeborg           | 1–3       | Dinamo Kiev    | 0–0 | 1–3   |
| Paris Saint-Germain | 5–1       | Vác FC-Samsung | 3–0 | 2–1   |

#### Primul tur
| Silkeborg | 0 – 0  | Dinamo Kiev |
| --------- | ------ | ----------- |
|           | Raport |             |

#### Turul doi
| Dinamo Kiev                              | 3 – 1  | Silkeborg     |
| ---------------------------------------- | ------ | ------------- |
| Skachenko 21' Kovalets 28' Kosovskyi 90' | Raport | Fernandez 74' |

### Grupa C
| Echipa 1         | Scor gen. | Echipa 2     | Tur | Retur |
| ---------------- | --------- | ------------ | --- | ----- |
| Legia Varșovia   | 0–5       | Hajduk Split | 0–1 | 0–4   |
| Steaua București | 5–2       | Servette     | 4–1 | 1–1   |

### Grupa D
| Echipa 1      | Scor gen. | Echipa 2           | Tur | Retur |
| ------------- | --------- | ------------------ | --- | ----- |
| AEK Atena     | 3–0       | Rangers            | 2–0 | 1–0   |
| Maccabi Haifa | 2–5       | SV Casino Salzburg | 1–2 | 1–3   |

#### Primul tur
| Maccabi Haifa     | 1 – 2  | SV Casino Salzburg               |
| ----------------- | ------ | -------------------------------- |
| Revivo 47' (pen.) | Raport | Hütter 83' Mladenović 88' (pen.) |

#### Turul doi
| SV Casino Salzburg              | 3 – 1  | Maccabi Haifa |
| ------------------------------- | ------ | ------------- |
| Mladenović 47' 53' Jurčević 78' | Raport | Hazan 90'     |

## Faza grupelor

### Grupa A
| Echipă            | Pld | W | D | L | GF | GA | GD | Pts |
| ----------------- | --- | - | - | - | -- | -- | -- | --- |
| Göteborg          | 6   | 4 | 1 | 1 | 10 | 7  | +3 | 13  |
| Barcelona         | 6   | 2 | 2 | 2 | 11 | 8  | +3 | 8   |
| Manchester United | 6   | 2 | 2 | 2 | 11 | 11 | 0  | 8   |
| Galatasaray       | 6   | 1 | 1 | 4 | 3  | 9  | −6 | 3   |

| Matchday One      |     |                   |
| Barcelona         | 2–1 | Galatasaray       |
| Manchester United | 4–2 | IFK Göteborg      |
| Matchday Two      |     |                   |
| Galatasaray       | 0–0 | Manchester United |
| IFK Göteborg      | 2–1 | Barcelona         |
| Matchday Three    |     |                   |
| IFK Göteborg      | 1–0 | Galatasaray       |
| Manchester United | 2–2 | Barcelona         |
| Matchday Four     |     |                   |
| Galatasaray       | 0–1 | IFK Göteborg      |
| Barcelona         | 4–0 | Manchester United |
| Matchday Five     |     |                   |
| Galatasaray       | 2–1 | Barcelona         |
| IFK Göteborg      | 3–1 | Manchester United |
| Matchday Six      |     |                   |
| Barcelona         | 1–1 | IFK Göteborg      |
| Manchester United | 4–0 | Galatasaray       |

### Grupa B
| Echipă       | Pld | W | D | L | GF | GA | GD | Pts |
| ------------ | --- | - | - | - | -- | -- | -- | --- |
| PSG          | 6   | 6 | 0 | 0 | 12 | 3  | +9 | 18  |
| Bayern       | 6   | 2 | 2 | 2 | 8  | 7  | +1 | 8   |
| Spartak Mos. | 6   | 1 | 2 | 3 | 8  | 12 | −4 | 5   |
| Dinamo Kiev  | 6   | 1 | 0 | 5 | 5  | 11 | −6 | 3   |

| Kiev                        | 3 – 2  | Spartak Moscova          |
| --------------------------- | ------ | ------------------------ |
| Leonenko 48' 76' Rebrov 86' | Raport | Pisarev 12' Tikhonov 39' |

| Matchday One        |     |                     |
| Dinamo Kiev         | 3–2 | Spartak Moscova     |
| Paris Saint-Germain | 2–0 | Bayern              |
| Matchday Two        |     |                     |
| Bayern              | 1–0 | Dinamo Kiev         |
| Spartak Moscova     | 1–2 | Paris Saint-Germain |
| Matchday Three      |     |                     |
| Dinamo Kiev         | 1–2 | Paris Saint-Germain |
| Spartak Moscova     | 1–1 | Bayern              |
| Matchday Four       |     |                     |
| Paris Saint-Germain | 1–0 | Dinamo Kiev         |
| Bayern              | 2–2 | Spartak Moscova     |
| Matchday Five       |     |                     |
| Bayern              | 0–1 | Paris Saint-Germain |
| Spartak Moscova     | 1–0 | Dinamo Kiev         |
| Matchday Six        |     |                     |
| Paris Saint-Germain | 4–1 | Spartak Moscova     |
| Dinamo Kiev         | 1–4 | Bayern              |

### Grupa C
| Echipă           | Pld | W | D | L | GF | GA | GD | Pts |
| ---------------- | --- | - | - | - | -- | -- | -- | --- |
| Benfica          | 6   | 3 | 3 | 0 | 9  | 5  | +4 | 12  |
| Hajduk Split     | 6   | 2 | 2 | 2 | 5  | 7  | −2 | 8   |
| Steaua București | 6   | 1 | 3 | 2 | 7  | 6  | +1 | 6   |
| Anderlecht       | 6   | 0 | 4 | 2 | 4  | 7  | −3 | 4   |

| Matchday One |

| Anderlecht | 0 – 0  | Steaua București |
| ---------- | ------ | ---------------- |
|            | Raport |                  |

| Hajduk Split     | 0–0 | Benfica          |
| Matchday Two     |     |                  |
| Benfica          | 3–1 | Anderlecht       |
| Steaua București | 0–1 | Hajduk Split     |
| Matchday Three   |     |                  |
| Benfica          | 2–1 | Steaua București |
| Hajduk Split     | 2–1 | Anderlecht       |
| Matchday Four    |     |                  |
| Steaua București | 1–1 | Benfica          |
| Anderlecht       | 0–0 | Hajduk Split     |
| Matchday Five    |     |                  |
| Benfica          | 2–1 | Hajduk Split     |
| Steaua București | 1–1 | Anderlecht       |
| Matchday Six     |     |                  |
| Anderlecht       | 1–1 | Benfica          |
| Hajduk Split     | 1–4 | Steaua București |

### Grupa D
| Echipă    | Pld | W | D | L | GF | GA | GD | Pts |
| --------- | --- | - | - | - | -- | -- | -- | --- |
| Ajax      | 6   | 4 | 2 | 0 | 9  | 2  | +7 | 14  |
| Milan     | 6   | 3 | 1 | 2 | 6  | 5  | +1 | 10  |
| Salzburg  | 6   | 1 | 3 | 2 | 4  | 6  | −2 | 6   |
| AEK Atena | 6   | 0 | 2 | 4 | 3  | 9  | −6 | 2   |

Milan deducted two points for crowd trouble against SV Casino Salzburg in matchday two.
| Matchday One       |     |                    |
| SV Casino Salzburg | 0–0 | AEK Atena          |
| Matchday Two       |     |                    |
| AEK Atena          | 1–2 | Ajax               |
| Matchday Three     |     |                    |
| SV Casino Salzburg | 0–0 | Ajax               |
| Matchday Four      |     |                    |
| Ajax               | 1–1 | SV Casino Salzburg |
| Matchday Five      |     |                    |
| AEK Atena          | 1–3 | SV Casino Salzburg |
| Matchday Six       |     |                    |
| Ajax               | 2–0 | AEK Atena          |

| Ajax                        | 2 – 0  | Milan |
| --------------------------- | ------ | ----- |
| R. de Boer 51' Litmanen 65' | Raport |       |

| Milan                      | 3 – 0  | SV Casino Salzburg |
| -------------------------- | ------ | ------------------ |
| Stroppa 40' Simone 59' 64' | Raport |                    |

| AEK Atena | 0 – 0  | Milan |
| --------- | ------ | ----- |
|           | Raport |       |

| Milan           | 2 – 1  | AEK Atena    |
| --------------- | ------ | ------------ |
| Panucci 68' 74' | Raport | Savevski 16' |

| Milan | 0 – 2  | Ajax                          |
| ----- | ------ | ----------------------------- |
|       | Raport | Litmanen 2' Baresi 66' (o.g.) |

| SV Casino Salzburg | 0 – 1  | Milan       |
| ------------------ | ------ | ----------- |
|                    | Raport | Massaro 26' |

## Bracket
|  | Quarterfinals | Quarterfinals | Quarterfinals | Quarterfinals | Quarterfinals |   |               | Semifinals | Semifinals | Semifinals | Semifinals | Semifinals |  |  | Final | Final | Final | Final | Final |  |
|  |               |               |               |               |               |   |               |            |            |            |            |            |  |  |       |       |       |       |       |  |
|  | Germania      | Bayern (a)    | 0             | 2             | 2             |   |               |            |            |            |            |            |  |  |       |       |       |       |       |  |
|  | Germania      | Bayern (a)    | 0             | 2             | 2             |   |               |            |            |            |            |            |  |  |       |       |       |       |       |  |
|  | Suedia        | IFK Göteborg  | 0             | 2             | 2             |   |               |            |            |            |            |            |  |  |       |       |       |       |       |  |
|  | Suedia        | IFK Göteborg  | 0             | 2             | 2             |   | Germania      | Bayern     | 0          | 2          | 2          |            |  |  |       |       |       |       |       |  |
|  |               |               |               |               |               |   | Germania      | Bayern     | 0          | 2          | 2          |            |  |  |       |       |       |       |       |  |
|  |               |               | Țările de Jos | Ajax          | 0             | 5 | 5             |            |            |            |            |            |  |  |       |       |       |       |       |  |
|  | Croația       | Hajduk Split  | Țările de Jos | Ajax          | 0             | 5 | 5             | 0          | 0          | 0          |            |            |  |  |       |       |       |       |       |  |
|  | Croația       | Hajduk Split  |               |               |               |   |               |            |            | 0          |            |            |  |  |       |       |       |       |       |  |
|  | Țările de Jos | Ajax          | 0             | 3             | 3             |   |               |            |            |            |            |            |  |  |       |       |       |       |       |  |
|  | Țările de Jos | Ajax          | 0             | 3             | 3             |   | Țările de Jos | Ajax       | -          | 1          | 1          |            |  |  |       |       |       |       |       |  |
|  |               |               |               |               |               |   |               |            |            |            |            |            |  |  |       |       |       |       |       |  |
|  |               |               | Italia        | Milan         | -             | 0 | 0             |            |            |            |            |            |  |  |       |       |       |       |       |  |
|  | Spania        | Barcelona     | Italia        | Milan         | -             | 0 | 0             | 1          | 1          | 2          |            |            |  |  |       |       |       |       |       |  |
|  | Spania        | Barcelona     |               |               |               |   |               |            |            | 2          |            |            |  |  |       |       |       |       |       |  |
|  | Franța        | PSG           | 1             | 2             | 3             |   |               |            |            |            |            |            |  |  |       |       |       |       |       |  |
|  | Franța        | PSG           | 1             | 2             | 3             |   | Franța        | PSG        | 0          | 0          | 0          |            |  |  |       |       |       |       |       |  |
|  |               |               |               |               |               |   | Franța        | PSG        | 0          | 0          | 0          |            |  |  |       |       |       |       |       |  |
|  |               |               | Italia        | Milan         | 1             | 2 | 3             |            |            |            |            |            |  |  |       |       |       |       |       |  |
|  | Italia        | Milan         | Italia        | Milan         | 1             | 2 | 3             | 2          | 0          | 2          |            |            |  |  |       |       |       |       |       |  |
|  | Italia        | Milan         |               |               |               |   |               |            |            | 2          |            |            |  |  |       |       |       |       |       |  |
|  | Portugalia    | Benfica       | 0             | 0             | 0             |   |               |            |            |            |            |            |  |  |       |       |       |       |       |  |

## Sferturi de finală
| Echipa 1     | Scor gen. | Echipa 2            | Tur | Retur |
| ------------ | --------- | ------------------- | --- | ----- |
| Bayern       | (a)2–2    | IFK Göteborg        | 0–0 | 2–2   |
| Hajduk Split | 0–3       | Ajax                | 0–0 | 0–3   |
| Barcelona    | 2–3       | Paris Saint-Germain | 1–1 | 1–2   |
| Milan        | 2–0       | Benfica             | 2–0 | 0–0   |

### Primul tur
| Milan          | 2 – 0  | Benfica |
| -------------- | ------ | ------- |
| Simone 63' 75' | Raport |         |

### Turul doi
| Benfica | 0 – 0  | Milan |
| ------- | ------ | ----- |
|         | Raport |       |

## Semi-finale
| Echipa 1            | Scor gen. | Echipa 2 | Tur | Retur |
| ------------------- | --------- | -------- | --- | ----- |
| Bayern              | 2–5       | Ajax     | 0–0 | 2–5   |
| Paris Saint-Germain | 0–3       | Milan    | 0–1 | 0–2   |

### First leg
| Paris Saint-Germain | 0 – 1  | Milan      |
| ------------------- | ------ | ---------- |
|                     | Raport | Boban 90+' |

### Turul doi
| Milan             | 2 – 0  | Paris Saint-Germain |
| ----------------- | ------ | ------------------- |
| Savićević 21' 68' | Raport |                     |

## Finală
| Ajax         | 1 – 0  | Milan |
| ------------ | ------ | ----- |
| Kluivert 85' | Raport |       |

| UEFA Champions League 1994-95 Câștigători |
| ----------------------------------------- |
| Țările de Jos                             |
| AFC Ajax Al patrulea titlu                |